# Mausolée d'Abbas
Le mausolée d'Abbas (en arabe حرم العباس) est un sanctuaire dans lequel repose le tombeau d'Abbas ibn Ali, à Kerbala près du mausolée de l'imam Hussein. Abbas est le demi-frère de Hussein et le Commandant de l'armée de Hussein lors de la bataille de Kerbala. Quasiment toutes les troupes de Hossein sont enterrées près de la tombe de Hussein, mais Abbas a une tombe séparée avec dôme en or qui indique sa personnalité suprême. 